# 鏘鏘

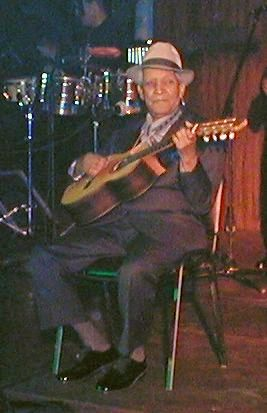
年老的Compay Segundo正在使用乐器弹奏歌曲

鏘鏘(Chan Chan)是一首古巴頌樂(Son)，由古巴樂手 Compay Segundo 譜曲，圍繞在兩個主角，'Juanica' 跟 'Chan Chan'。

## 評論
Compay Segundo 寫到:
Chan Chan 不是我寫出來的，而是我夢見的。我夢見音樂。我有時候醒來時腦中會有夢中的音樂，聽得到樂器聲，很清楚。我在陽台張望，看不見任何人，但我聽得到這些音樂，好像它就是在街道上演奏一樣。我不知道它能變成怎樣。有天我醒來，聽到這四個感動人的音符，我為它們寫上一段歌詞，這是我童年聽到的故事，關於 Juanica 跟 Chan Chan，然後你看，現在到處都在唱它。